# يونيون أوماها
يونيون أوماها هو فريق كرة قدم أمريكي تأسس عام 2019 في مدينة أوماها، نبراسكا يلعب حاليا هذا الفريق في بطولة الدوري الأمريكي الدرجة الأولى.